# Гаспе (Квебек)
Гаспе (фр. Gaspé) је град у Канади у покрајини Квебек. Према резултатима пописа 2011. у граду је живело 15.163 становника.

## Становништво
Према резултатима пописа становништва из 2011. у граду је живело 15.163 становника, што је за 2,2% више у односу на попис из 2006. када је регистровано 14.834 житеља. 
| 2006.  | 2011.  |
| ------ | ------ |
| 14.834 | 15.163 |